# Halothamnus
Halothamnus es un género de plantas fanerógamas con 21 especies pertenecientes a la familia Amaranthaceae.

## Descripción
Son plantas anuales o perennes, subarbustos o arbustos, glabros a hispidos, con pelos unicelulares. Hojas alternas, sésiles o decurrente, enteras, planas o semiteretes, algo suculentas, a veces con pelos multicelulares en las axilas. Flores en espigas sueltas simples o paniculada, sésiles, bisexual. Segmentos del perianto 5. Estambres 5, los filamentos en forma de banda. Fructificación perianto con 5 alas, 3 más anchas, basalmente endurecido formando un tubo ancho con 5 cavidades distintas (pozos). Utrículo cerrado; pericarpio apical y basalmente lignificado, lateralmente membranoso. Semilla horizontal, ex albuminosa, embrión espiral.

## Taxonomía
El género fue descrito por Jaub. & Spach y publicado en Illustrationes Plantarum Orientalium 2: 50, pl. 136. 1845. La especie tipo es:  Halothamnus bottae  Jaub. & Spach 
Etimología
Halothamnus: nombre genérico que deriva de las palabras griegas  ἅλς  (halo) = "salino" y θαμνος (thamnos) = "arbusto" lo que significa "arbusto de la sal", y se refiere tanto a los lugares de crecimiento a menudo salados, así como la acumulación de sal en las plantas.

## Especies
| Sect. Pungentifolia Kothe-Heinr. Halothamnus beckettii Botsch. Sect. Halothamnus Halothamnus somalensis (N.E.Br.) Botsch. Halothamnus bottae Jaub. & Spach - 2 subspecies Halothamnus iranicus Botsch. Halothamnus hierochunticus (Bornm.) Botsch. Halothamnus iliensis (Lipsky) Botsch. Halothamnus auriculus (Moq.) Botsch. - 2 subspecies Halothamnus kermanensis Kothe-Heinr. Halothamnus afghanicus Kothe-Heinr. Halothamnus lancifolius (Boiss.) Kothe-Heinr. Halothamnus cinerascens (Moq.) Kothe-Heinr. - 2 subspecies Halothamnus glaucus (M.Bieb.) Botsch. - 3 subspecies Halothamnus bamianicus (Gilli) Botsch. Halothamnus schurobi (Botsch.) Halothamnus turcomanicus Botsch. Halothamnus ferganensis Botsch. Halothamnus sistanicus (De Marco & Dinelli) Kothe-Heinr. Halothamnus oxianus Botsch. Halothamnus seravschanicus Botsch. Halothamnus iraqensis Botsch. Halothamnus subaphyllus (C.Meyer) Botsch. - 3 subspecies |